# Steckenpferd

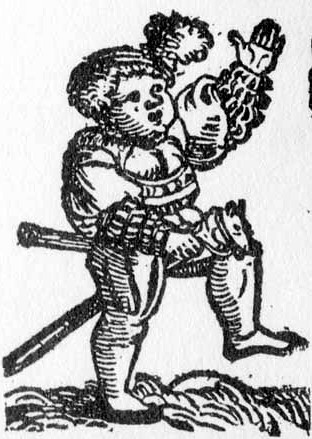
Junge mit Steckenpferd. Holzschnitt in Johann Dryander: Der gantzen Artzeney gemeiner Inhalt... von 1542.

Das Steckenpferd ist zum einen ein Kinderspielzeug, das aus einem Stecken (Stiel) und einem Pferdekopf, einem mit einer Decke belegten Holzgestell in Pferdegestalt oder aus einer sonstigen Konstruktion besteht. Zum anderen gehören Steckenpferde in vielen Regionen zu kultischen Prozessionen und Zeremonialtänzen. In der Antike werden sie als Spielzeug erwähnt und im europäischen Mittelalter versuchte die christliche Kirche, die bei heidnischen Bräuchen verwendeten Steckenpferde zu verbieten.
In übertragenem Sinne bedeutet das Wort Steckenpferd so viel wie Liebhaberei. Im Englischen wird es als hobby horse oder kurz hobby bezeichnet, woher sich das deutsche „Hobby“ in der entsprechenden Bedeutung herleitet. Hobby geht auf das mittelenglische Wort hobi zurück und bezeichnete ein kleines Pferd (Pony) seit seiner ersten bekannten Erwähnung im Jahr 1298. Hobi ist eine Verkleinerungsform von Robin oder Hobbe, was möglicherweise der Name eines Pferdes war. In der Literatur und bildenden Kunst versinnbildlicht das Steckenpferd ein breites Bedeutungsspektrum: Kindheit, einen dummen oder albernen Menschen, Wildheit, Bäuerlichkeit und es dient zur Karikierung des Rittertums.

## Formen

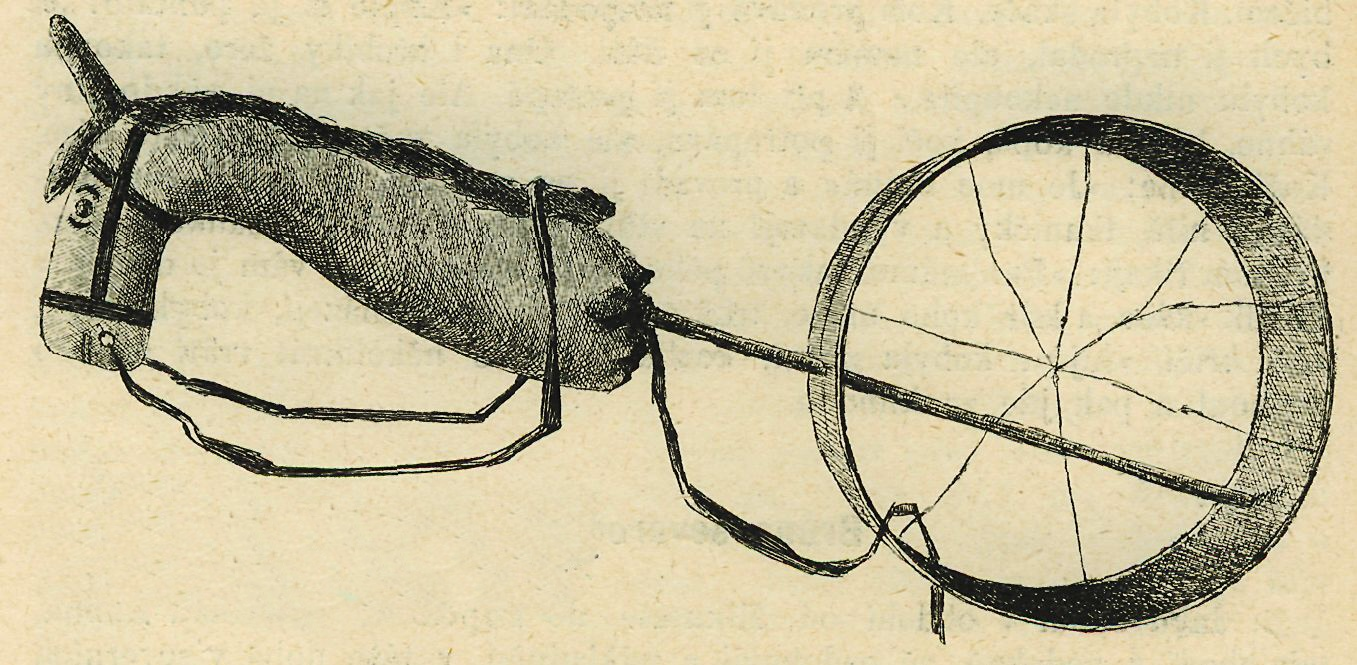
Typ „Stecken mit Sieb“. Böhmen, 1910

Für Don Quijote gab sein dürrer Klepper Rosinante die Illusion eines stolzen Rosses. In Nachahmungsspielen von Kindern kann in der einfachsten Form ein Holzstecken zwischen den Beinen zum Pferd werden. In der Kuku-Sprache der Thadou, einer kleinen Ethnie im nordostindischen Bundesstaat Assam, heißt dieser Stock zum Herumhüpfen sakol-chunga-tou („Pferd darauf sitzen“).
Die hauptsächlichen zeremoniellen Steckenpferdformen in Europa sind der Holzstab mit einem hölzernen oder aus weichem Material geformten Pferdekopf an der Spitze, der mit beiden Händen schräg nach oben gerichtet zwischen den Beinen gehalten wird. Bei der walisischen Neujahrsfeier Mari Lwyd sind der Stecken und die Person mit einem weißen Tuch verhüllt, aus dem ein (echter oder gelegentlich nachgebildeter) Pferdeschädel herausragt. Bei der zweiten traditionellen Form „Stecken mit Sieb“ wird der Stab in derselben Position gehalten, wobei an seinem unteren Ende der kreisrunde Holzrahmen eines Siebes befestigt ist. Die dritte Variante ist ein hölzerner Rahmen mit übergelegter Decke, der an der Hüfte festgebunden das Vorderteil eines Pferdes abgibt. Er kann um ein entsprechendes Pferdehinterteil erweitert sein. In Großbritannien ist der einfache Stabtyp am weitesten verbreitet, während in New Mexico ausschließlich der Rahmentyp vorkommt.
Das zeremonielle Steckenpferd in der südfranzösischen Region Languedoc besteht aus einer leichten Konstruktion aus Holzstäben in naturalistischer Pferdegestalt, in die der Träger von oben hineinsteigt, sodass sie seine Hüften umgibt. Der Stoffumhang des Pferdes hängt bis über die Knie herunter und bietet noch soviel Beinfreiheit, um damit zu tanzen. Männer mit Glöckchen an den Füßen begleiten den Pferdetänzer. Diese Form ist in Nürnberger Schembartbüchern aus dem 15. Jahrhundert abgebildet und kommt bei Fastnachtsumzügen in Deutschland vor.

## Geschichte und Verbreitung

### Europa

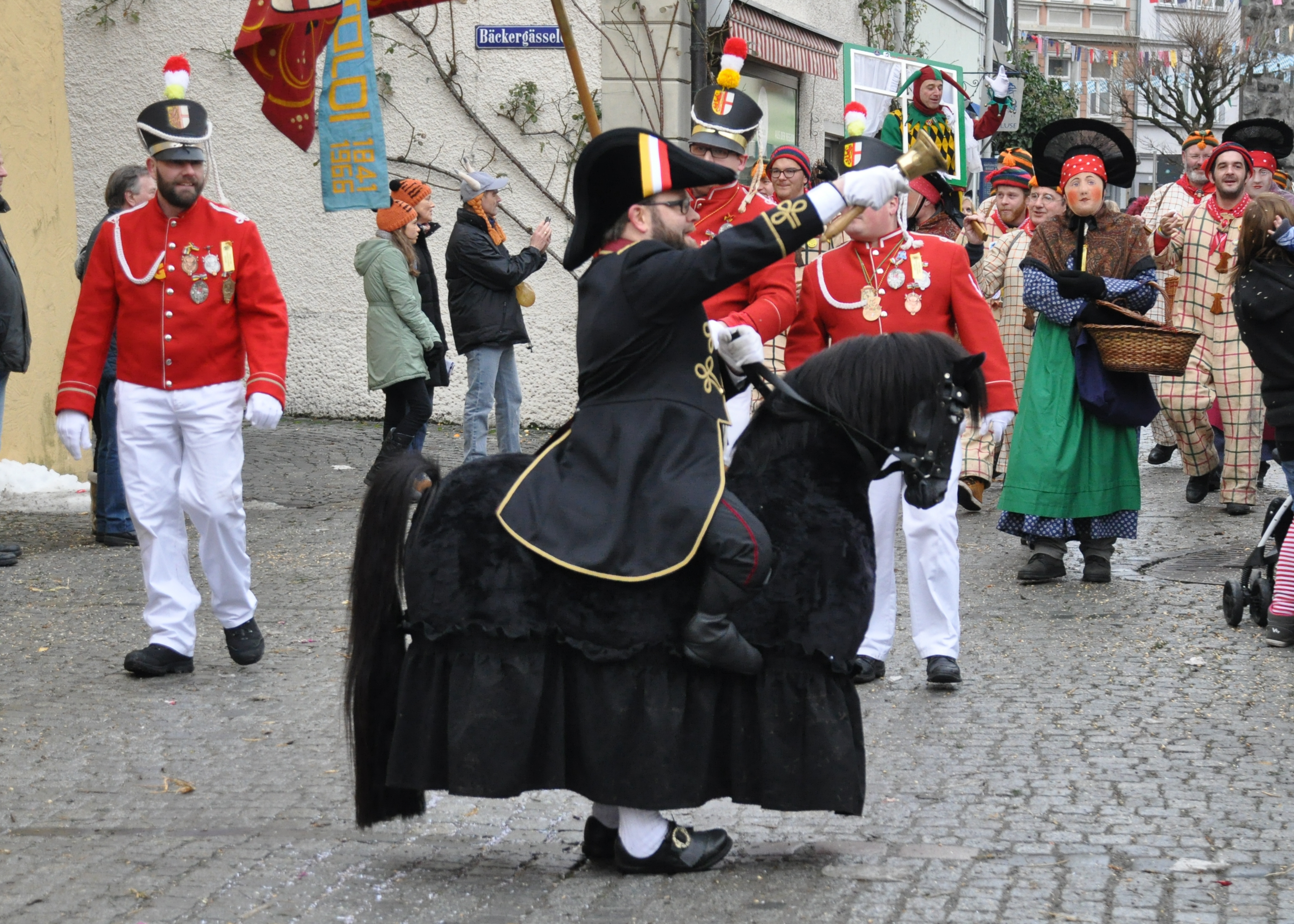
Naturalistische Form. Narrensprung bei der Schwäbisch-alemannischen Fastnacht, Lindau 2016

Steckenpferde dienten im antiken Griechenland der lustigen Freizeitunterhaltung. Über einige berühmte Männer wird berichtet, dass sie zum eigenen und zum Vergnügen ihrer Kinder auf hölzernen Stecken herumhopsten. General Agesilaos aus Sparta ritt, persischen Botschaftern zufolge, im 4. Jahrhundert v. Chr. mit seinen Kindern auf Steckenpferden; dasselbe erzählt der Staatsmann Alkibiades über seinen Lehrer Sokrates und dessen Sohn Lamprokles in der zweiten Hälfte des 5. Jahrhunderts v. Chr. Das antike Steckenpferd war offensichtlich ein Spielzeug ohne religiöse Bedeutung, während zur selben Zeit dem Pferd eine magische Bedeutung zugesprochen wurde. Tacitus berichtet über die Verwendung des Pferdes bei Weissagungen, ebenso hatte das hölzerne Trojanische Pferd eher eine magische als strategische Bedeutung bei der Eroberung der Stadt Troja. Der Fruchtbarkeitsaspekt des Pferdes lässt sich bis zur griechischen Muttergöttin Demeter zurückführen, die für die Fruchtbarkeit der Getreidefelder sorgt und mit einem schwarzen Pferdekopf dargestellt wird.
Zum Beleg für das hohe Alter und den magischen Ursprung des europäischen Mummenschanzes wird das in diesem Ritual eine Rolle spielende Steckenpferd hergenommen. Gegen die Veranstaltung des Mummenschanzes richteten sich Augustinus von Hippo im Jahr 395 n. Chr. und der Bischof Caesarius von Arles um 500. Der heilige Pirminius erließ Mitte des 8. Jahrhunderts ein Dekret, das die Prozession mit Steckenpferden verbot. Dennoch wurde das Steckenpferd weiterhin bei heidnischen Bräuchen, auf die das Volk nicht verzichten wollte, verwendet. Im europäischen Mittelalter gehörte das Steckenpferd zu Maskeraden und ekstatischen Tänzen. Curt Sachs stellt ekstatische Tänze mit Steckenpferden, die in Mallorca, im Baskenland, in Rumänien und Bulgarien überlebt haben, mit den Reitertänzen des alten China in einen weiten Zusammenhang. Weniger alte Traditionen wie der Krakauer Lajkonik berufen sich auf ein markantes geschichtliches Ereignis.

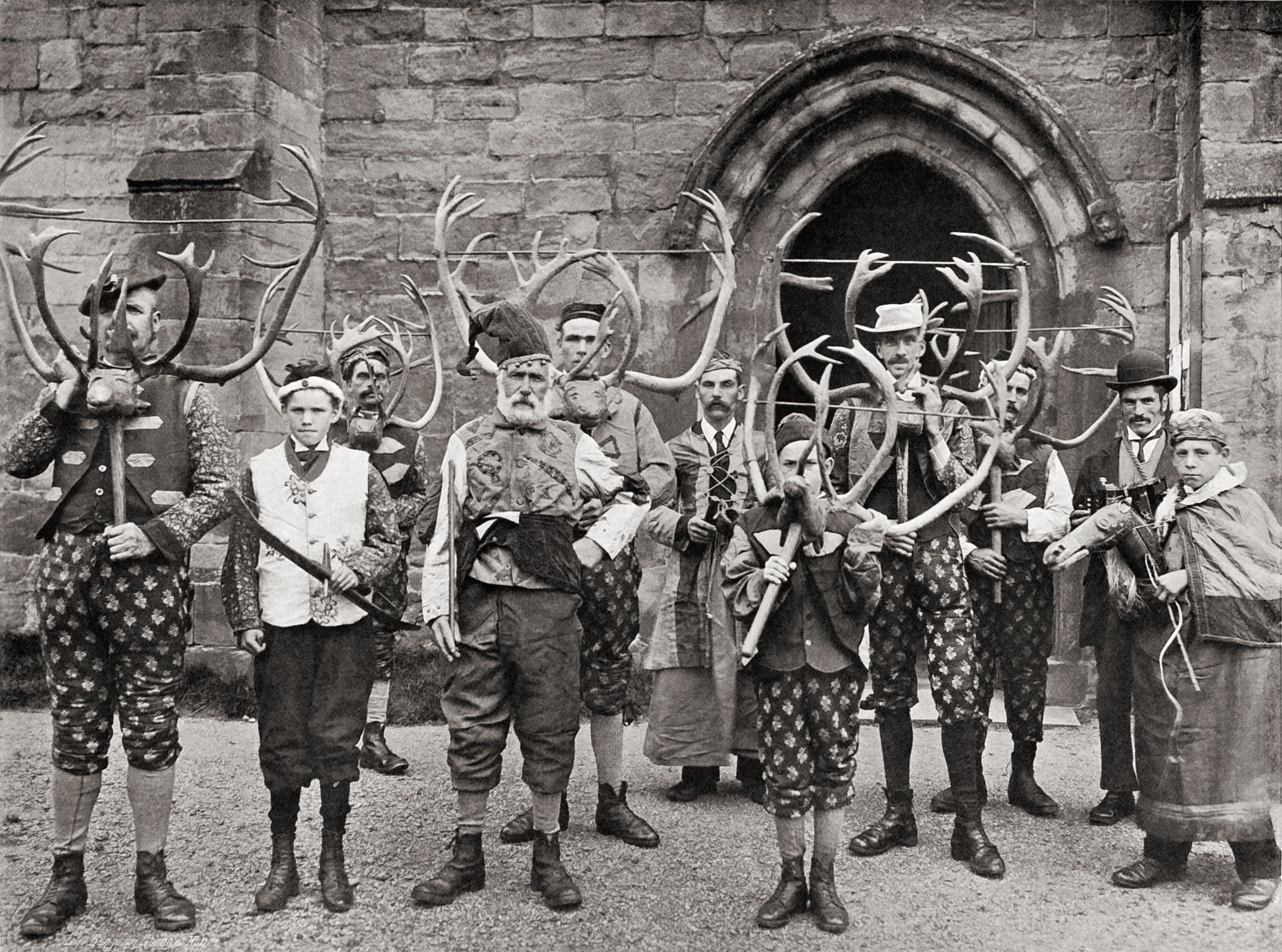
Abbots Bromley Horn Dance um 1900

Die kornische Stadt Padstow im südwestlichen Großbritannien ist für ihr Frühlingsfest mit Steckenpferden am 1. Mai bekannt, das nach dem lokalen Dialekt ’Obby ’Oss festival heißt. Schwarz gewandete und furchtsam maskierte Männer reiten den Tag über mit Steckenpferden durch die Straßen, mit Keulen vorwärtsgetrieben von Teasers („Reizern“), bis sie abends am zentralen Platz mit dem Maibaum ankommen. Anschließend kehren sie zurück, von wo sie gekommen sind. Symbolisch werden sie zu Grabe getragen, bis sie ein Jahr später wiederauferstehen. Der Kopfputz über der schwarzen Maske erinnert an einen Grenadier des 17./18. Jahrhunderts. Weil Padstow an der Küste liegt, wird von manchen Einwohnern für möglich gehalten, dass sich das Fest auf den Landungsversuch eines französischen Schiffes in napoleonischer Zeit beziehen könnte. Steckenpferde, die auch andernorts in England auftauchen, lassen vermuten, dass die Tradition wesentlich älter ist. Andere Prozessionen mit Steckenpferden finden beim Golowan Festival im Juni in ganz Cornwall und beim Montol Festival am 21. Dezember in Penzance statt. Die älteste Beschreibung von Fest in Minehead stammt aus dem Jahr 1830.
Zum Abbots Bromley Horn Dance im gleichnamigen Dorf in der mittelenglischen Grafschaft Staffordshire gehören zwölf Tänzer, von denen sechs Rentiergeweihe tragen, einer ein Steckenpferd reitet und einer den Narren gibt. Der älteste schriftliche Nachweis zu diesem Fest stammt von 1686. Ein Dokument aus Abbots Bromley aus der Zeit Heinrichs VIII., das Steckenpferde erwähnt, wird auf 1532 datiert. Die ältesten schriftlichen Quellen in Großbritannien, die auf Steckenpferde hinweisen, stammen aus London (1460 und 1529), Wales (14. und 15. Jahrhundert) und Cornwall (Anfang 16. Jahrhundert). Die englischen Frühlingsfeste gehören zum Traditionsumfeld der spätmittelalterlichen Moriskentänze, die in Westeuropa weit verbreitet waren und unter verschiedenen Namen bis heute aufgeführt werden.
In der französischen bürgerlichen Gesellschaft des 15. und 16. Jahrhunderts wurden Sottie, Narrenspiele mit derben Späßen, aufgeführt. Die männlichen Mitglieder von Spaßvereinen (sociétés joyeuses) pflegten in einem prunkvollen Rahmen Tanzveranstaltungen mit Steckenpferden in der Karnevalszeit, bei denen auch literarische Texte vorgetragen wurden. Dass bei diesen Zusammenkünften eben erwachsen gewordene Männer sich eines Kinderspielzeugs bedienten, hängt mit der Umkehr der gesellschaftlichen Strukturen beim Karneval zusammen. Für eine gewisse Zeit war und ist im Karneval die Welt symbolisch in Unordnung und steht auf dem Kopf. Entsprechend parodierten die jungen, unverheirateten Männer auf eine anarchische Weise ein gesellschaftliches Rollenverhalten, in das sie dabei waren, sich zu integrieren. Manche Steckenpferd-Tänzer trugen überdimensionale Hörner auf dem Kopf, was als phallisches Symbol, also als eine Vorführung von Männlichkeit, interpretiert wird. Die Aufführungen waren satirisch-politisch, einige Elemente hatten einen obszönen Charakter. Ende des 16. Jahrhunderts verbot die französische Obrigkeit die Aufführungen.

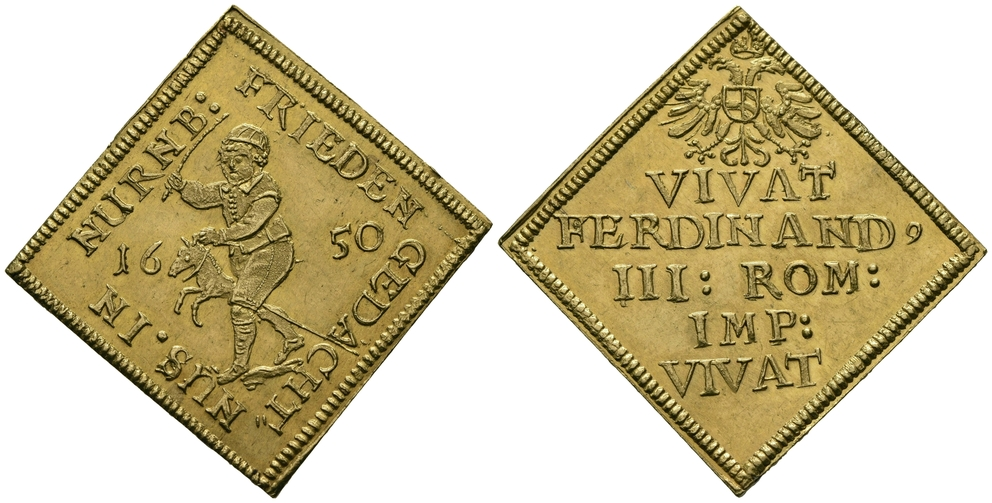
Steckenreiter der Reichsstadt Nürnberg von 1650 auf den Westfälischen Frieden

Eine besondere Darstellung eines Steckenreiters, der zugleich der Name einer Klippe ist, befindet sich im Prägebild der silbernen und goldenen Klippe von Nürnberg. Es handelt sich um die volkstümliche Bezeichnung für ein Gepräge von 1650, das auf den abgeschlossenen Friedenshauptrezess geprägt wurde, mit dem die Ausführungsbestimmungen des 1648 beendeten Dreißigjährigen Kriegs festgelegt wurden. Die Klippe zeigt einen kleinen Jungen mit Steckenpferd und auf der Gegenseite einen Reichsadler mit Nürnberger Brustschild über fünf Zeilen Schrift. Das lustig erscheinende Münzbild bezieht sich auf eine ungewöhnliche Münzgeschichte in der über tausend Nürnberger Kinder mit Steckenpferden vor der Wohnung des Herzogs von Amalfi erscheinen.

### Amerika
Mit der spanischen Kolonisierung im 16. Jahrhundert gelangte das Steckenpferd von Europa nach New Mexico, wo es von den Pueblos übernommen wurde. In den 1970er Jahren praktizierten sieben Pueblo-Gruppen Zeremonien mit Steckenpferden. Diese bestehen aus einem Holzgestell, das an der Hüfte des Trägers befestigt und mit einer Decke überzogen ist. Vorne endet das Gestell mit einem Pferdekopf und hinten mit einem Schwanz. Die Gruppe des Jemez Pueblo veranstaltet jedes Jahr am 1. und 2. August eine Zeremonie, in der sie die Tradition des verlassenen Pecos Pueblo fortführen und die Figur eines Ochsen herumtragen. Zur Prozession gehören ein oder zwei Steckenpferde, die von zwei Clowns begleitet werden. Am Abend des ersten Tages hat die Prozession das Nordende des Pueblos erreicht. Ab hier gehen Ochsenfigur und Steckenpferde von Haus zu Haus und nehmen Brot (ein Fruchtbarkeitssymbol) in Empfang, was den Haushalten zu göttlichem Segen verhilft. Religiöse Führer segnen die Tierattrappen auf dem Weg zum zentralen Dorfplatz. Beim Gottesdienst in der katholischen Kirche am nächsten Morgen sind wie am Vortag Steckenpferde, maskierte Darsteller und Trommelspieler dabei. Am zentralen Platz beginnt um die Mittagszeit der große Auftritt mit mehreren tanzenden Steckenpferden, dem Ochsen und einem zahlreichen Publikum. Diese und ähnliche Zeremonien andernorts kamen sehr wahrscheinlich mit spanischen Franziskanern, von denen die ersten in den 1530er Jahren New Mexico erreichten. Sie führten religiöse Tanzdramen als eine Methode der Missionierung ein. Die Zeremonien sind eine Verbindung aus indianisch-animistischen Bräuchen, christlichen Elementen und gewissen Abwehrmaßnahmen, um sie vor weiteren äußeren Einflüssen zu bewahren.
Unter spanischem Kultureinfluss kamen Tanzdramen mit Steckenpferden besonders mit dem Kult um den heiligen Santiago nach Amerika. Er ist der Schutzheilige Spaniens und wird am 25. Juli verehrt. Bei Zeremonien an diesem Tag treten Steckenpferde mit seinem Namen auf. Die Santiago-Tänzer von Veracruz an der Ostküste Mexikos werden bei den Prozessionen von einem Santiago de Caballero auf einem Steckenpferd angeführt und von Fiedel- und Gitarrenmusik begleitet. Tänze mit Santiago als dem führenden Clown auf einem Steckenpferd sind in ganz Mexiko beliebt. In den mexikanischen Volkstänzen stammen allgemein gewisse Einflüsse von den Britischen Inseln, neben Steckenpferden unter anderem der Maibaum und die Figur des Tölpels.

### Orient, Süd- und Zentralasien
Das Steckenpferd kommt in der frühislamischen Literatur (7./8. Jahrhundert) mit der Bezeichnung chayāl vor, womit allgemein um diese Zeit „Figur“ und in späterer Zeit „Spiel“ und „Schatten“, im Besonderen das arabische Schattenspiel gemeint war. Das Pferd hat in Asien seit alter Zeit eine magische Bedeutung. Unter anderem steht es in Zentralasien mit schamanischen Praktiken und in Indien mit religiösen Besessenheitsritualen im Zusammenhang. Als symbolische Übertragung des Windpferdes, das in Trance erscheint, verwendet der Schamane der sibirischen Burjaten bei seiner vorgestellten Himmelsreise ein Steckenpferd. Die zur Begleitung geschlagene Schamanentrommel ist häufig mit Pferdehaut bespannt. Auf richtigen Pferden ritten früher arabische Nomaden um das Zelt, in welchem gerade ein Kind zur Welt gekommen war, und reckten dabei ihre Waffen, um in dieser besonders gefährdeten Phase das Neugeborene vor dem Einfluss böser Geister zu bewahren. In diesen Gesamtzusammenhang stellt der Ethnologe Verrier Elwin ein um 1940 beobachtetes Ritual bei den zentralindischen Gond, bei dem ein in Trance geratener Mann auf einem Steckenpferd reitet, um so die Ursache für ein Übel herauszufinden.
Die Symbolik beim Benutzen eines Steckenpferdes im Zustand der Trance ist nicht notwendig das Reiten eines Pferdes. Das Steckenpferd kann ebenso gut auf der Schulter getragen werden. Dann drückt – umgekehrt – die Last des Pferdes auf den Körper. Dies bedeutet, dass eine Gottheit auf dem Besessenen reitet, was gleichermaßen auf eine in der Trance empfundene Identität von Pferd und Reiter hinausläuft.
In Südindien beobachtete Arnold Baké 1937 bei mehreren Gelegenheiten Tänze und Klamauk mit Steckenpferden. In Madurai war es eine Dorfkomödie mit trotteligen Typen, die Späße und eine dürftige Spielhandlung vorführten, einem als Frau verkleideten Mann und einem Steckenpferdreiter, der sich um die Gruppe bewegte. Bei einer Aufführung erinnerte der Auftritt des Steckenpferdes an einen Stierkampf, ein weiterer Auftritt hatte einen religiösen Hintergrund.
Im westindischen Bundesstaat Goa wird vor allem während des zweiwöchigen Frühlingsfestes Shigmo (landesweit als Holi bekannt) der Volkstanz Ghode Modni aufgeführt. Dies ist ein theatralischer Kriegstanz, der von der Tapferkeit der Maratha-Krieger im Kampf gegen die Portugiesen handelt. Die männlichen Kshatriya-Tänzer sind als Rajputen kostümiert, halten ein Schwert und reiten auf Steckenpferden.Ghode bedeutet „Pferd“ und modni „Drehbewegung, tänzerische Bewegung“. Begleitet werden sie von einer dhol-tasha-Trommelgruppe mit Fasstrommeln dhol und kleinen Kesseltrommeln tasha.
Humor und Satire in türkischen Volkserzählungen (masalları) richten sich wie in den entsprechenden arabischen Genres häufig gegen die religiöse und weltliche Obrigkeit. Weil Hārūn ar-Raschīd (Kalif von 786 bis 809) als besonders bedeutender Herrscher in die Geschichte einging, dichtete ihm der Volksmund einen Bruder oder Halbbruder namens Behlül Dane (türkisch „verrückter Witzbold“) an. Der Gegensatz zwischen beiden könnte nicht größer sein. Anstatt eine der schönen Frauen des Palastes zu heiraten, zog es Behlül Dane vor, so geht eine der Geschichten, in einer Hütte am Stadtrand zu hausen und mit den Straßenkindern zusammen Steckenpferd zu reiten.

### Südostasien

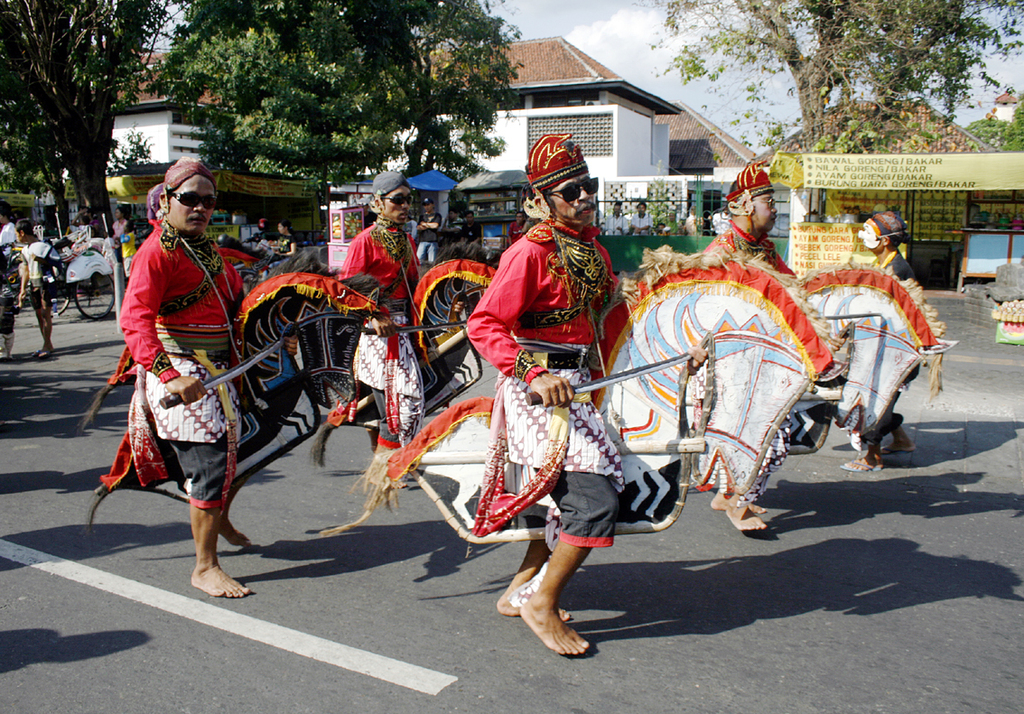
Kuda lumping in Yogyakarta, Zentraljava

In Trance mit Steckenpferden durchgeführte Ritualtänze kommen verschiedentlich auf den Malaiischen Inseln vor. Eine Tanzform, die auf Java, Bali und in Malaysia gepflegt wird, heißt kuda lumping (indonesisch „aus Leder hergestelltes, also flaches Pferd“) in Indonesien und kuda kepang („[aus Bambus] geflochtenes Pferd“) in Malaysia. Der Oberbegriff dieser von Musik begleiteten Tanzspiele ist jatilan. Nach Malaysia gelangte der Pferdetanz mit Immigranten aus Java und Banjarmasin in den 1920er Jahren. Die Pferdeattrappen bestehen aus einem flachen Bambusgeflecht, das je nach Region mit Stoff oder Tierhaut überzogen und bunt bemalt ist. Manchmal werden die Figuren ohne Gestell aus Dosenblech zusammengesetzt und in Form gehämmert. Auf Java sind Trancezustände ein Bestandteil der Tänze, dann wird dem Namen das Adjektiv betul („echt“, „wahrhaftig“) vorangestellt; die aus Banjarmasin stammenden Tänze ohne Trance sind „nur Spaß“ (main-main saja). Der Spielführer, der für die Begleitung der in Trance gefallenen Teilnehmer verantwortlich ist, heißt pawang. Seine Funktion ist gleichbedeutend mit der des traditionellen Heilers (dukun) und des Spielführers (dalang) im Schattenspiel wayang kulit, zu welchem darüber hinaus Beziehungen bestehen. Die Begleitmusiker der mindestens ein Dutzend Tänzer spielen unter anderem angklung (geschüttelte Bambusröhren unterschiedlicher Tonhöhe), gendang (große zweifellige Fasstrommel), terbang (Rahmentrommel) und einen Buckelgong. Bei den meisten Tanzformationen treten zwei Gruppen miteinander in einen Wettstreit. In einem Zustand der Trance, wenn also ein Pferdegeist (hantu) vom Akteur Besitz ergriffen hat, gerät dieser außer Kontrolle und verlässt seine vorgeschriebene Tanzfläche. Als Pferdewesen können die Tänzer ihre Hände nicht gebrauchen, neigen aber dazu, mit den Füßen zu treten, Zuschauer zu beißen und mit dem Mund Blumen abzureißen. Kuda lumping wird bei öffentlichen und privaten Festen aufgeführt.
Auch wenn kein Zustand der Besessenheit erreicht wird, geht es dennoch um eine intensive Beziehung zwischen Mensch und Pferd. Der Mensch ist in seiner Vorstellung nicht Reiter, sondern er wird zu einem Pferd. Der größte Teil der Tänze mit Steckenpferden lässt sich nach gängiger Ansicht als Fruchtbarkeitsritual interpretieren. Es besteht offensichtlich ein Zusammenhang, dass Kulturen, die ansonsten wenig Umgang mit Pferden haben wie die Bewohner der Malaiischen Inseln eher Tänze mit Steckenpferden veranstalten und andere Kulturen, bei denen das Pferd im Alltag eine wichtige Rolle spielt, auf Steckenpferde verzichten. Dies gilt etwa für die ehemals nomadisch mit Pferden herumziehenden, nordamerikanischen Indianer, die nie Steckenpferde besaßen, während Steckenpferde in der Kultur der Pueblos, deren Umgang mit Pferden begrenzt ist, heimisch wurden.

## Kinderspielzeug, Unterhaltung und Sport

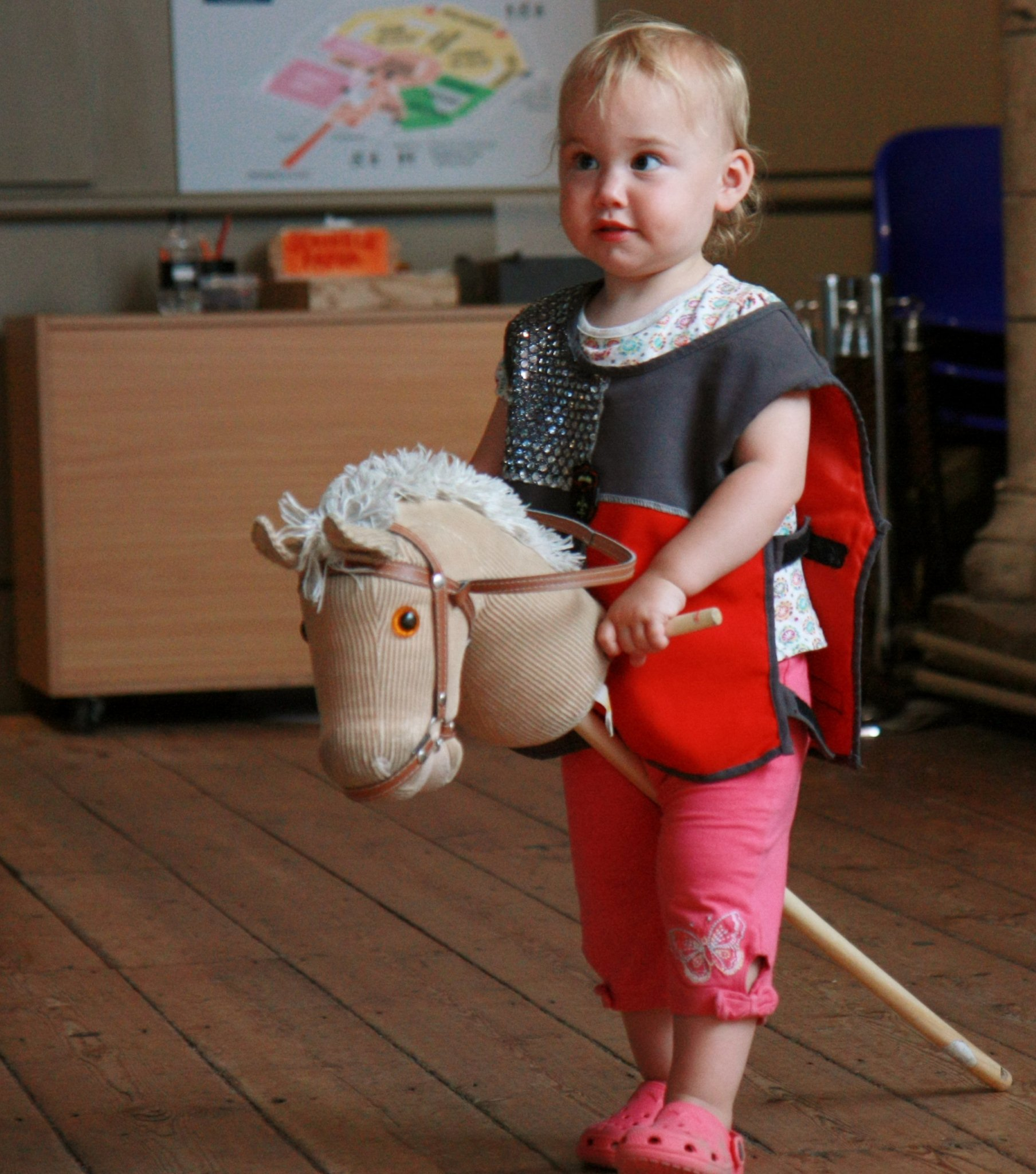
Kind mit Steckenpferd (2011)

Johann Georg Krünitz schreibt in seiner 242-bändigen Enzyklopädie (1773–1858) zum Gebrauch des Steckenpferdes:

„Kinderspielzeug, ein Stecken oder Stock mit einem vorn daran befindlichen Pferdekopfe von Holz, auf welchem kleine Kinder zu reiten pflegen, indem sie den Stab zwischen die Schenkel nehmen, den Zaum am Kopfe ergreifen, und so mit ihren eigenen Füßen, in der Einbildung, auf einem Pferde zu sitzen, mit dem Stabe oder Pferde herumgalloppiren.“

Als Kinderspielzeug ist das Steckenpferd bereits im Mittelalter gebräuchlich: Das älteste plastische Steckenpferd des St.-Annen-Museums in Lübeck befindet sich in einer Kindergruppe auf dem Altar der Gertrudenbrüderschaft der Träger, entstanden um 1509 im Umkreis des Bildschnitzers Henning von der Heyde. Wenig später, um 1521, datiert ein geschnitztes Kind mit Steckenpferd auf dem Hochaltar der Dortmunder Kirche St. Petri.
In Osnabrück findet seit 1953 in jedem Jahr zum 25. Oktober das Steckenpferdreiten für Kinder statt. Mit dem Fest wird an den 1648 in Osnabrück und Münster geschlossenen Westfälischen Frieden zur Beendigung des Dreißigjährigen Kriegs erinnert. Erstmals wurde das Steckenpferdreiten in Osnabrück 1948 veranstaltet.
Beim Neuburger Schlossfest in Neuburg an der Donau werden Steckenpferde im sogenannten Steckenreitertanz verwendet, ein Schauspiel zur Erinnerung an die Hochzeit von Pfalzgraf Ottheinrich und Prinzessin Susanna von Bayern am 16. Oktober 1529. Auf dem Stadtwappen von Neuburg sind zwei Steckenreiterkinder zu sehen: die beiden Prinzen und späteren Fürsten Ottheinrich und Philipp.
Steckenpferdpolo wurde als Ulksportart 1998 in Heidelberg und 2002 in Mannheim eingeführt. Der Indologe Hugh van Skyhawk sah einige mit Steckenpferden Polo spielende Jungen im Dorf Hispar in der nordpakistanischen Gebirgsregion Gilgit-Baltistan.
Hobby Horsing ist eine aus Finnland stammende, aber inzwischen auch in Mitteleuropa verbreitete Sport- und Gymnastikart für Kinder und Jugendliche. In Finnland werden auch Wettkämpfe veranstaltet.

## Musik, Literatur und bildende Kunst

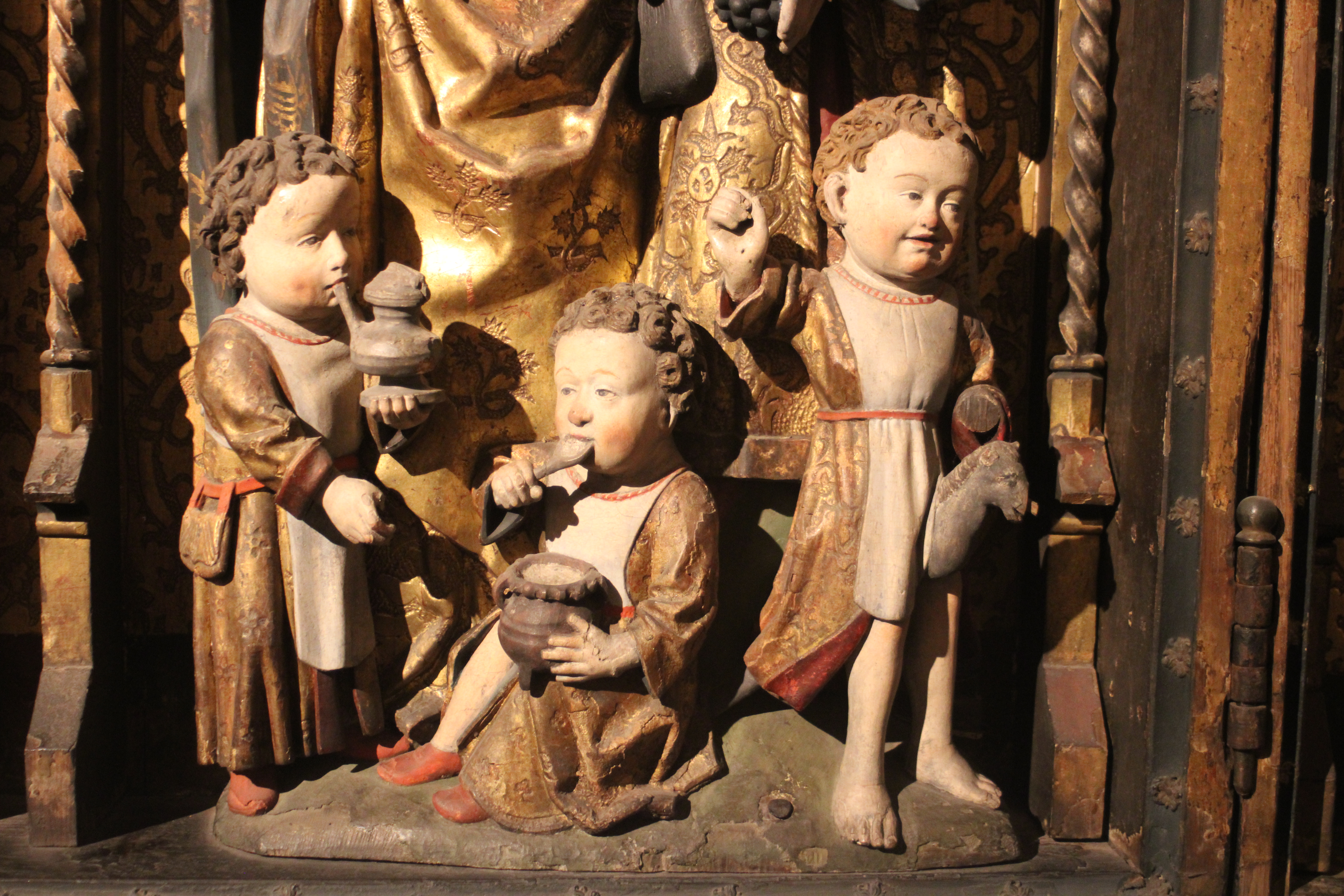
Gertrudenaltar aus der Burgkirche, Lübeck 1509. Heute St.-Annen-Museum Lübeck

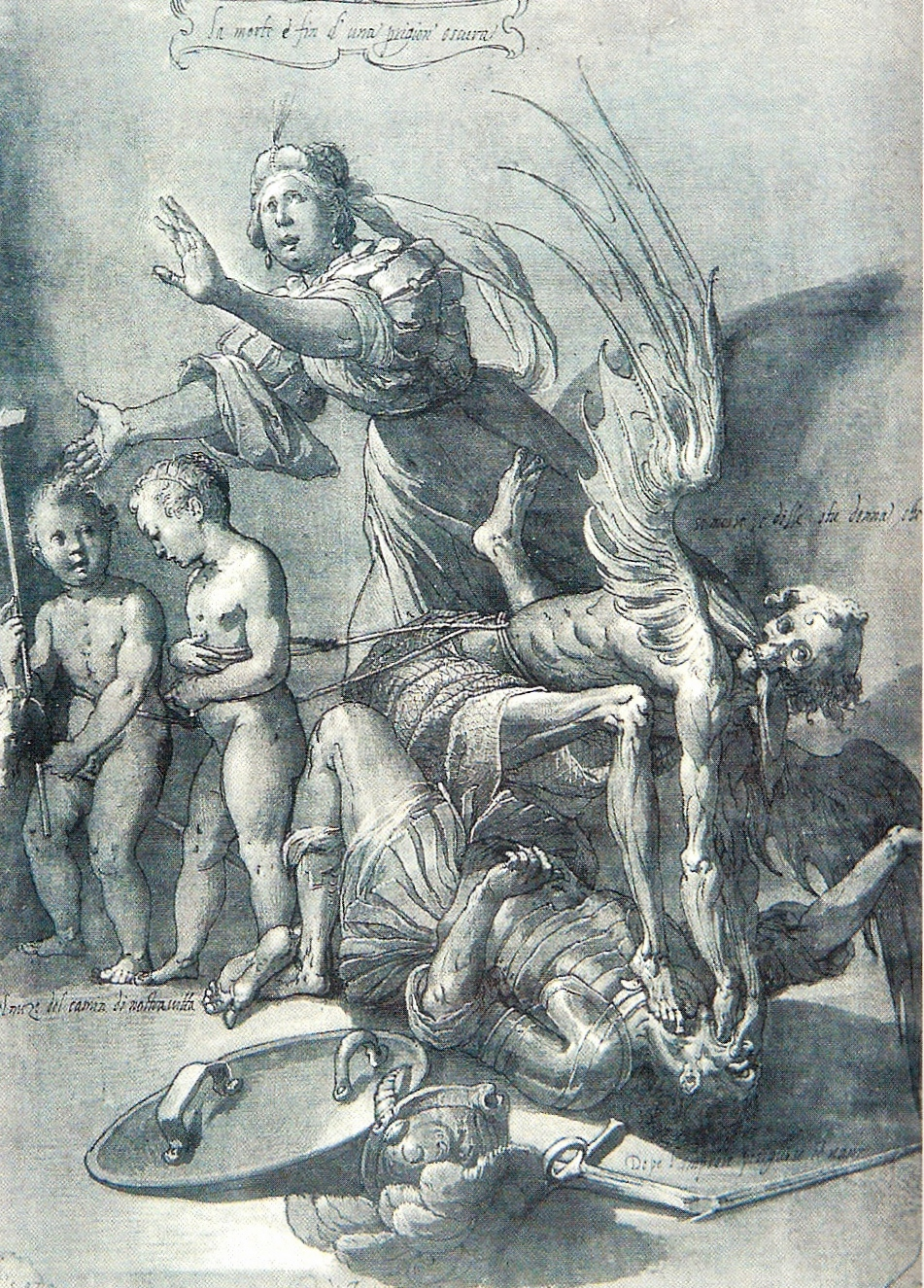
Jacopo Ligozzi: „Triumph des Todes“, 1597. Linke Bildkante mit Steckenpferd auf der Abbildung angeschnitten. Pierpont Morgan Library, New York.

Der Komponist Robert Schumann (1810–1856) komponierte ein Klavierstück, das er „Ritter vom Steckenpferd“ nannte. Es gehört zu seinem Zyklus Kinderszenen op. 15 (1838), über dessen Arbeit er an seine Verlobte Clara Wieck scherzhaft schrieb „[…] es war mir ordentlich wie im Flügelkleide“. Die Klavierminiatur ist, wie der gesamte Zyklus, nicht für Kinder komponiert. Sie ahmt lautmalerisch das kindliche Hüpfen mit dem Stecken(pferd) – ein Paradox – nach, indem der 3/4 Takt von der rechten Hand durchgehend auf der dritten Zählzeit betont wird, also „gegen den Strich“ läuft. An Stelle des normalen Schwerpunktes auf Eins hat sie eine Achtelpause mit angehängtem, gleichbleibend punktierten Dreiton-Rhythmus, während die linke Hand bis zum Ende mit natürlicher Walzer-Betonung spielt. Das zweiteilige Stück mit seinen den Tanz charakterisierenden Wiederholungszeichen steigert sich am Schluss in weitausholenden Sprüngen der linken Hand zum Fortissimo. Als Vortragsbezeichnung schrieb Schumann „Mit Humor“.
In dem zwischen 1759 und 1767 erschienenen Roman Leben und Ansichten von Tristram Shandy, Gentleman von Laurence Sterne ist für den infantilen Onkel Toby, der durch eine Kriegsverletzung impotent wurde, das Steckenpferd ein Hilfsmittel zur sexuellen Befriedigung und ansonsten ein Spielzeug für Erwachsene und eine beständige Konzentrationsübung für den Verstand. Das Steckenpferd fungiert als ein Werkzeug, um den weitschweifenden Geist mit dem schwachen, in seinen Fähigkeiten eingeschränkten Körper verbunden zu halten. Die Umschreibung Steckenpferd für Lieblingsbeschäftigung gelangte durch die Übersetzung des Romans ins Deutsche. In der englischen Umgangssprache hat hobby horse, vermutlich ebenso auf Sternes Roman zurückgehend, die Nebenbedeutung „Geliebte“ oder „Prostituierte“. Ein abfälliger, oft anzüglicher Beigeschmack von hobby horse ist bereits seit dem Ende des 16. Jahrhunderts literarisch bekannt und durch die 1600 veröffentlichte Shakespeare-Komödie Viel Lärm um nichts prominent überliefert.
In der Zeichnung „Triumph des Todes“ des Florentiner Malers Jacopo Ligozzi (1547–1627) steht im Zentrum der mit ausgestreckten, verknöcherten Flügeln erschienene Tod, der seine Opfer in einem heftigen Überfall niederringt. Auf der linken Seite stehen zwei nackte Kinder, die mit einem Seil um den Bauch mit dem Tod verbunden sind. Während das Mädchen den Kopf zur Seite neigt, blickt der Junge nach vorn. Er hält mit einer Hand ein Steckenpferd vor sich und mit der anderen ein Windrad an einer Stange nach oben. Diese beiden Attribute sind seit dem ikonographischen Wörterbuch Iconologia (1593) von Cesare Ripa die Allegorie für Dummheit. Das kindliche Spielzeug erzeugt einen Gegensatz zu dem etwas reifer dargestellten Jungen und steigert als Zeichen kindlicher Unschuld das Erschrecken über den grausamen Einfall des Todes. In Ripas Iconologia ist der Holzschnitt eines erwachsenen Mannes mit langem Mantel und dem italienischen Titel Pazzia („Wahnsinn“) abgebildet, der ebendiese Kinderspielzeuge in den Händen trägt. Mit denselben Attributen Steckenpferd und Windrad versieht Hans Holbein der Jüngere (1497/98–1543) seine Illustration zu Psalm 52, die einen in zerrissenen Lumpen daherlaufenden Idioten zeigt. Der Psalm beginnt mit den lateinischen Worten: Dixit insipiens in corde suo: Non est Deus („Es spricht der Narr in seinem Herzen: Es gibt keinen Gott“). Dummheit und Kindlichkeit waren nach damaliger Vorstellung zusammengehörige Eigenschaften.